# Le Monastier-Pin-Moriès
Le Monastier-Pin-Moriès is een voormalige gemeente in het Franse departement Lozère in de regio Occitanie en telt 723 inwoners (1999). De plaats maakt deel uit van het arrondissement Mende.

## Geschiedenis
De gemeente werd op 1 maart 1974 gevormd door de fusie van de toenmalige gemeenten Le Monastier en Pin-Moriès, die de status van commune associée behielden tot 22 maart 1992. Le Monastier-Pin-Moriès maakte deel uit van het kanton Saint-Germain-du-Teil tot dit op 22 maart 2015 werd opgeheven en de gemeente werd opgenomen in het kanton Chirac. Op 1 januari 2016 fuseerde Le Monastier-Pin-Moriès met de gemeente Chirac (Lozère) tot de gemeente Bourgs sur Colagne. In 2020 werd het kanton Chirac hernoemd naar Bourgs sur Colagne.

## Geografie
De oppervlakte van Le Monastier-Pin-Moriès bedraagt 19,4 km², de bevolkingsdichtheid is 37,3 inwoners per km².
De onderstaande kaart toont de ligging van Le Monastier-Pin-Moriès met de belangrijkste infrastructuur en aangrenzende gemeenten.

## Demografie
Onderstaande figuur toont het verloop van het inwonertal.